# Галмеја (Прахова)
Галмеја (рум. Gâlmeia) насеље је у Румунији у округу Прахова у општини Плопу. Oпштина се налази на надморској висини од 363 m.

## Становништво
Према подацима из 2002. године у насељу је живело 246 становника, од којих су сви румунске националности.